# Tin Hin Kong
Cheng Hin Keong of Tin Hin Kong is een Chinese tempel in de Chinese buurt van Kota Bharu, Maleisië. De autochtone Maleisiërs in dit gebied noemen deze tempel Tokong Mek. Het werd in 1790 gebouwd door Chinese Maleisiërs. In de tempel bevindt zich een religieuze trommel die gedoneerd is door de sultan van Kelantan. De trommel werd in 1880 door hem geschonken.
De tempel is gewijd aan de Chinese zeegodin Tianhou. Guanyin, Tudigong, Shanjunye en Zhao Jiangjun worden ook in dit religieus centrum vereerd. In de hoofdhal staat het altaar van Tianhou. In de zijhallen staan de altaren van andere hogere machten.
Bij de ingang van de tempel staat een pagode van zeven verdiepingen hoog. Voor de ingang van de tempel is een grote paifang met de opschriften "KOTA BUDAYA 鎮興宮 TIN HIN KONG" en "1790-1998". Verder staat er een Chinese paviljoen op de tempelgrond.